# Liste der Mitglieder des Consiglio Grande e Generale (17. Legislaturperiode)
Die Liste gibt einen Überblick über alle Abgeordneten des Consiglio Grande e Generale, der Legislative San Marinos, in der 17. Legislaturperiode von 1964 bis 1969.

## Zusammensetzung
Nach den Parlamentswahlen vom 13. September 1964 setzte sich der Consiglio Grande e Generale wie folgt zusammen.
| Mitglied des Consiglio Grande e Generale | geb. | Liste | Listenplatz | Kommentar |
| ---------------------------------------- | ---- | ----- | ----------- | --------- |
| Giuseppe Amici                           | 1941 | PCS   | 07          |           |
| Enrico Andreoli                          |      | PSS   | 06          |           |
| Andrea Bacciocchi                        |      | PSS   | 03          |           |
| Umberto Barulli                          | 1921 | PCS   | 02          |           |
| Marino Benedetto Belluzzi                |      | PDCS  | 05          |           |
| Gian Luigi Berti                         | 1930 | PDCS  | 03          |           |
| Federico Bigi                            | 1920 | PDCS  | 01          |           |
| Fernando Bindi                           | 1938 | PDCS  | 09          |           |
| Elio Bologna                             |      | PDCS  | 19          |           |
| Marino Bugli                             |      | PDCS  | 07          |           |
| Primo Bugli                              |      | PSS   | 05          |           |
| Federico Carattoni                       |      | PSDIS | 10          |           |
| Virgilio Cardelli                        |      | PDCS  | 11          |           |
| Alvaro Casali                            |      | PSDIS | 01          |           |
| Marino Cecchetti                         |      | PDCS  | 22          |           |
| Lino Celli                               |      | PCS   | 04          |           |
| Augusto Censoni                          |      | PCS   | 12          |           |
| Pietro Chiaruzzi                         |      | PSS   | 04          |           |
| Emilio Della Balda                       |      | PSDIS | 02          |           |
| Leo Marino Dominici                      |      | MLS   | 01          |           |
| Davide Ercolani                          |      | PDCS  | 12          |           |
| Giuseppe Fabbri                          |      | PCS   | 10          |           |
| Secondo Fiorini                          |      | PCS   | 08          |           |
| Domenico Forcellini                      |      | PSDIS | 06          |           |
| Francesco Francini                       |      | PDCS  | 28          |           |
| Giovan Luigi Franciosi                   |      | PDCS  | 16          |           |
| Adriano Freschi                          |      | PSDIS | 07          |           |
| Ermenegildo Gasperoni                    | 1906 | PCS   | 01          |           |
| Agostino Giacomini                       |      | PCS   | 03          |           |
| Remo Giacomini                           |      | PSS   | 01          |           |
| Pietro Giancecchi                        |      | PSDIS | 05          |           |
| Marino Gianni                            |      | PCS   | 14          |           |
| Alberto Lonfernini                       |      | PDCS  | 18          |           |
| Luigi Lonferni                           | 1938 | PDCS  | 04          |           |
| Settimio Lonfernini                      | 1937 | PDCS  | 10          |           |
| Giuseppe Maiani                          | 1924 | PCS   | 13          |           |
| Giuseppe Micheloni                       |      | PSDIS | 09          |           |
| Romano Michelotti                        |      | PDCS  | 24          |           |
| Stelio Montironi                         |      | PSDIS | 03          |           |
| Antonio Morganti                         |      | PDCS  | 17          |           |
| Giuseppe Moroncelli                      |      | PDCS  | 29          |           |
| Marino Mularoni                          |      | PDCS  | 20          |           |
| Secondo Mularoni                         |      | PDCS  | 27          |           |
| Mario Nanni                              |      | PCS   | 05          |           |
| Gastone Pasolini                         |      | PCS   | 06          |           |
| Vincenzo Pedini                          | 1920 | PCS   | 09          |           |
| Ferruccio Piva                           |      | PDCS  | 06          |           |
| Giordano Bruno Reffi                     | 1921 | PSS   | 02          |           |
| Pietro Reffi                             | 1927 | PDCS  | 15          |           |
| Dante Rossi                              |      | PSDIS | 08          |           |
| Gilberto Rossini                         |      | PDCS  | 13          |           |
| Vittorio Rossini                         |      | PSDIS | 04          |           |
| Giovanni Zaccaria Savoretti              |      | PDCS  | 02          |           |
| Alvaro Selva                             |      | PDCS  | 23          |           |
| Giuseppe Stefanelli                      |      | PCS   | 11          |           |
| Leonida Suzzi Valli                      |      | PDCS  | 14          |           |
| Marino Vagnetti                          | 1924 | PDCS  | 21          |           |
| Antonio Valli                            |      | PDCS  | 25          |           |
| Francesco Valli                          |      | PDCS  | 08          |           |
| Aldo Zavoli                              |      | PDCS  | 25          |           |

## Abkürzungen
- MLS: Movimento Libertà Statuarie
- PCS: Partito Comunista Sammarinese
- PDCS: Partito Democratico Cristiano Sammarinese
- PSDIS: Partito Socialista Democratico Independente Sammarinese
- PSS: Partito Socialista Sammarinese